# 11718 Хеворд
11718 Хеворд (11718 Hayward) — астероїд головного поясу, відкритий 21 квітня 1998 року.
Тіссеранів параметр щодо Юпітера — 3,314.